# Romens
Romens (francès Roumens)és un municipi del departament francès de l'Alta Garona, a la regió d'Occitània.